# Faruk Sahin
Faruk Sahin (ur. 1 stycznia 1976) – amerykański zapaśnik w stylu klasycznym. Jest Turkiem z pochodzenia, od 2004 roku posiada obywatelstwo amerykańskie. Jedenasty w mistrzostwach świata w 2010. Brązowy medalista mistrzostw panamerykańskich z 2009. Drugi w mistrzostwach świata wojskowych w 2008 roku.
Ukończył Gazi Anadolu Lisesi. Zawieszony na dwa lata w 2005 roku za stosowanie dopingu.